# Guerre des Goths (367-369)
Pour un article plus général, voir Guerre des Goths.
La guerre des Goths (367-369) est en fait la première phase d’une guerre que l’empereur Valens livrera contre les Goths de 366/367 à 382, guerre qui fut interrompue par les campagnes qu’il dut mener sur sa frontière orientale de 370 à 377.
De Marcianapolis en Thrace (aujourd’hui Devnya en Bulgarie) où il s’était installé il refoula les Goths en Transylvanie et en 369 leur imposa une défaite suffisamment sévère pour que le chef des Wisigoths, Athanaric, doive accepter un traité qui ferma aux Goths la frontière du Danube : ceux-ci ne recevront plus de subsides de Rome, mais en revanche s’engageront à ne plus franchir la frontière. La paix qui s’ensuivit dura jusqu’à ce que les Huns, chassant les Ostrogoths et les Wisigoths des territoires qu’ils occupaient jusque-là les forcent à demander asile sur le territoire de l’Empire romain.

## Contexte historique

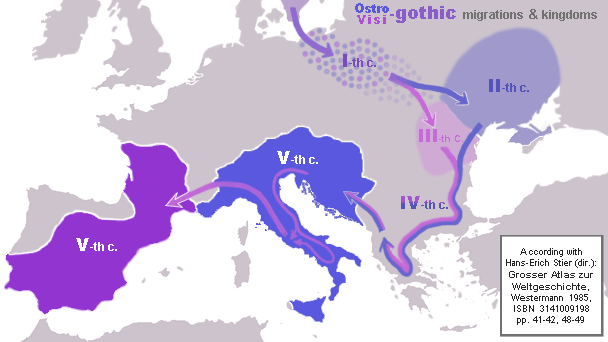
Migrations des Ostrogoths et des Wisigoths du.

Au début de l’ère chrétienne, les Goths arriveront dans le nord de la Pologne et s’installeront progressivement sur les rives de la Vistule avant de se déplacer un siècle plus tard vers celles de la mer Noire. Vers l’an 220, ils envahissent par la mer l’Asie mineure et les Balkans. En 238, malgré le paiement d’un tribut, les Romains échouent à persuader les Goths et les Carpes (peuple dace) de se retirer de la province de Mésie. À partir du IVe siècle, différentes branches commencent à apparaitre dans ce peuple jusque-là peu unifié dont les plus puissantes seront : les Wisigoths (litt : Goths de l’Ouest, aussi appelés Tervinges) et les Ostrogoths (litt : Goths de l’Est, aussi appelés Greuthinges).
Toutefois, les références à ce peuple datant du IIIe siècle les qualifient globalement de « Scythes », nom générique qui, dans l’Antiquité tardive et le Moyen Âge sera donné à différents groupes nomades vivant dans la steppe pontique dont les Huns, les Goths, divers peuples turcs, les Avars de Pannonie et les Khazars. Ce n’est que vers la fin du même siècle qu’apparait le nom de « Goths » (en latin : Gothi),. La première incursion au sein de l’Empire romain que l’on puisse attribuer avec quelque certitude aux Goths est le sac d’Histria en 238.
S’ensuivra une longue suite de confrontations au cours desquelles les Goths franchiront régulièrement le Rhin et le Danube pour piller ou s’établir dans l’Empire romain, certains d’entre eux n’hésitant pas cependant à intégrer les rangs de l’armée romaine. Tant l’empereur Valentinien à l’Ouest que son frère, l’empereur Valens à l’Est durent ainsi consacrer l’essentiel de leurs énergies à la défense de l’empire et à la fortification des frontières le long de ces deux fleuves.
En 271, l’empereur Aurélien (r. 270-275) réussira à repousser les Goths au-delà du Danube, complétant ainsi les campagnes menées par ses prédécesseurs, les empereurs Gallien (r. 253-268) et Claude II le Gothique (r. 268-270). Le Danube redeviendra ainsi la frontière naturelle de l’empire, la Dacie (aujourd’hui la Roumanie) étant abandonnée parce qu’indéfendable et les citoyens romains qui y étaient établis relocalisés dans une nouvelle province au sud de la frontière qui devint la Dacia ripensis.

## Le conflit

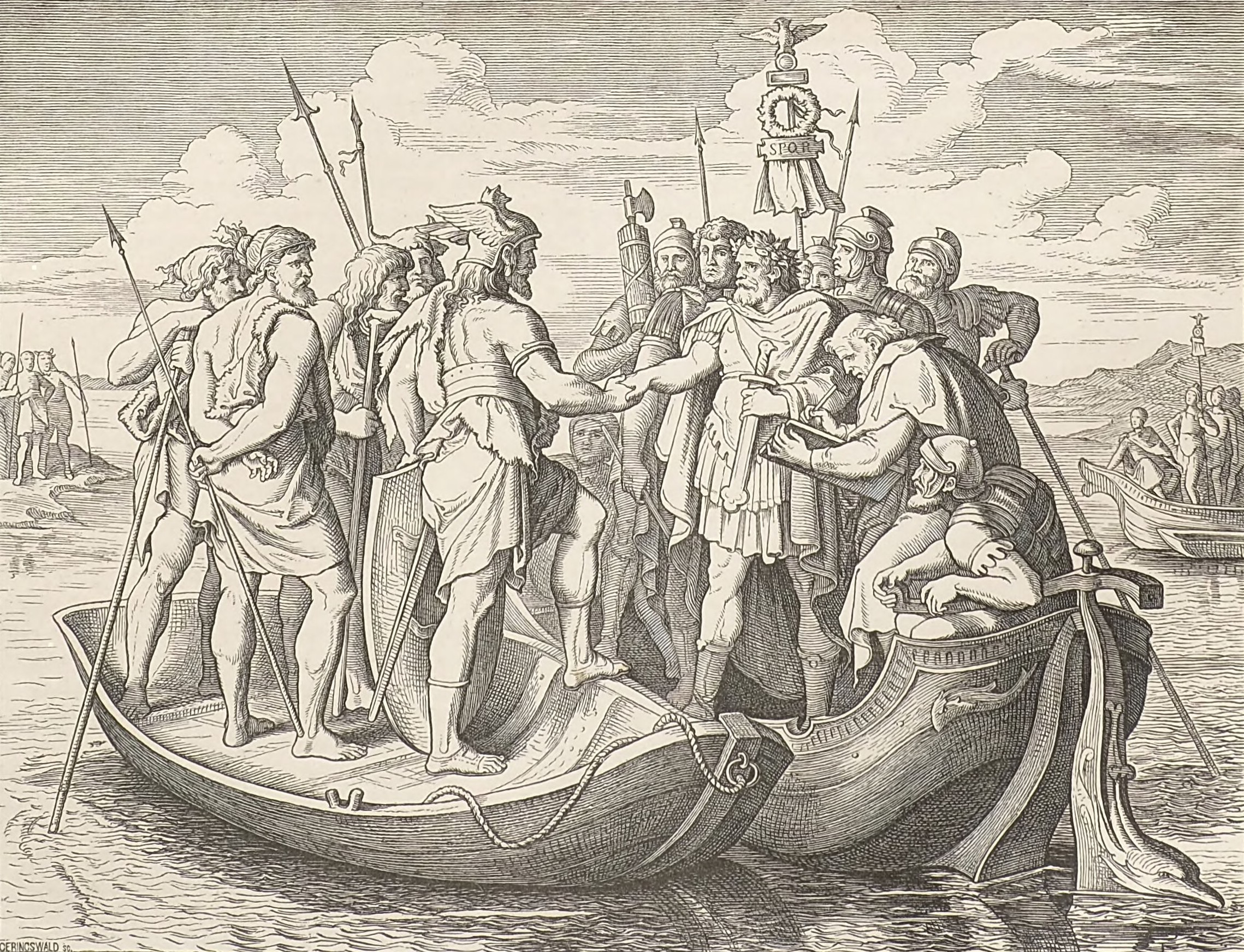
Rencontre entre Athanaric et Valens sur le Danube d’après un dessin d’Eduard Bendemann, 1860.

Une branche des Goths, appelée Wisigoths ou Tervinges avait profité de cet abandon pour s’avancer dans le sud de cette province maintenant abandonnée et s’installer sur un vaste territoire allant de la rivière Olt au fleuve Dniester  pendant que leurs cousins, les Ostrogoths ou Greutinges s’installaient au nord de la mer Noire dans la steppe pontique et en Crimée. En contact permanent avec l’Empire romain, les Wisigoths avaient modifié leurs coutumes, certains devenant chrétiens et s’étant dotés d’un alphabet pour traduire la bible, et leurs différentes tribus commençaient à s’unifier. S’enhardissant, ils commencèrent à franchir le Danube en 322/323 et à marauder près de la frontière provoquant des représailles de Constantin le Grand (r. 310-337), lequel envoya son fils, le futur Constantin II (r. 337-340) les repousser au-delà du Danube. Il en résulta en 332 un traité qui faisait des Wisigoths un peuple « fédéré (foederati)» des Romains, les obligeant à fournir des recrues pour l’armée, tout en accroissant le commerce entre les points fortifiés du Danube.
Depuis lors, les Wisigoths  avaient maintenu une paix relative sur leur vaste territoire qui s’étendait de la mer Noire jusqu’à la Baltique. Pour des raisons inconnues, leur roi, Athanaric décida d’appuyer la révolte de Procope, cousin maternel de l’empereur Julien et dernier descendant de la dynastie constantinienne, et lui promit des renforts. En 365, une armée goth totalisant quelque 30 000 soldats fut ainsi envoyée, mais arriva trop tard pour aider Procope. Elle en profita toutefois pour envahir la Thrace, pillant fermes et vignobles de la région. Après avoir défait Procope lors de la bataille de Nacoleia (aujourd’hui Seyitgazi, en Anatolie), Valens continua vers le nord, encercla les Goths sur leur propre territoire et les força à se rendre. Athanaric protesta, mais encouragé par son frère Valentinien qui faisait face aux Allamans sur le Rhin, Valens refusa de céder et la guerre fut déclarée.
Traversant le Danube au printemps 367 à partir de Transmarisca, Valens voulut affronter les Wisigoths, mais ceux-ci s’enfuirent dans les « montes Serrorum », vraisemblablement les Carpathes. Sa vengeance lui échappant, Valens dut retourner chez lui à la fin de l’été. Le printemps suivant une inondation du Danube empêcha l’empereur de franchir le fleuve; il mit ce contretemps à profit en faisant solidifier les fortifications par ses soldats. Revenant à la charge en 369 il franchit le fleuve, cette fois à Noviodunum, et, après avoir dévasté le territoire, força Athanaric à engager le combat. Athanaric fut vaincu et dut demander la paix. Valens, qui entrevoyait déjà qu’il devrait affronter les Perses, fut heureux de saisir l’occasion. Une rencontre fut organisée entre Valens et Athanaric au milieu du Danube et une entente fut conclue qui supprimait les subsides et la liberté de commerce accordés en 332, ainsi que l’obligation de fournir des contingents à l’armée romaine,. Valens devait regretter par la suite cet apport de nouveaux soldats.
En 369, Valens célébra ses quiquennalia et reçut à cette occasion le titre de Gothicus Maximus. Après avoir ainsi mis fin à la guerre avec les Goths, Valens put se tourner vers l’Empire perse qui avait conquis l’Ibérie et l’Arménie et jusqu’en 375, ce fut la frontière orientale qui retint toute son attention. Or, cette année-là, les Huns venus d’Asie centrale envahirent les royaumes ostrogoth d’Ermanaric et wisigoth d’Athanaric; les Wisigoths demandèrent alors à s’installer dans l’Empire romain. Mais l’arrivée d’un tel nombre de réfugiés, de même que les exactions auxquelles se livrèrent le comes rei militaris per Thracia, Lupicinus, et le dux local, Maximus, conduisirent à une révolte des Wisigoths.
La deuxième phase de cette Guerre des Goths (377-382) allait commencer.